# Last Mile
Last Mile er et dansk hardcore/metal band. Bandet blev dannet i 2007.
Bandet blev stiftet af Jacob Bredahl efter han i september 2007 forlod metalbandet HateSphere, fordi han havde lyst til at prøve noget nyt. Efter en demo i slutningen af 2007 udgav Last Mile sit debutalbum, Last Mile i august 2008. Dette album vandt ved Danish Metal Awards (DMeA) 2008, prisen for bedste danske metal cover. Året efter fulgte The Heavy Weight EP. Omkring nytår 2009/2010 lavede Last Mile en tributesang til den danske UFC fighter Martin Kampmann, sammen med det danske reggaeband Blunt. 
Last Mile har af forskellige årsager haft et par udskriftninger af deres trommeslagere. I efteråret 2009 blev Christian Vest bandets nye sanger og frontmand. Han forlod dog bandet allerede i starten af 2010, og bandet står pt. uden forsanger.

## Nuværende Medlemmer
- Peter Høj Larsen – Trommer
- Lennart Egon Hansen – Bass
- Jacob Bredahl – guitar og Vokal

## Tidligere Medlemmer
- Laurits Medom – Vokal
- Christian Vest – Vokal
- Jeppe Munk Åkesen – Trommer
- Snick – Trommer

## Diskografi

### Demoer
- 2007: Last Mile

### Studiealbum
- 2008: Last Mile

### Ep'er
- 2009: The Heavy Weight EP

## Eksterne links
- Officielle hjemmeside Arkiveret 3. april 2009 hos  Wayback Machine
- Last Mile på Myspace
- Last Mile på Youtube

- Last Mile på Discogs
- Last Mile på MusicBrainz
- Last Mile på Myspace

| Musikgruppe | Spire Denne artikel om en dansk musikgruppe er en spire som bør udbygges. Du er velkommen til at hjælpe Wikipedia ved at udvide den. |